# Bahnhof Üttfeld
Bahnhof Üttfeld ist ein Weiler der Ortsgemeinde Üttfeld im Eifelkreis Bitburg-Prüm in Rheinland-Pfalz.

## Geographische Lage
Bahnhof Üttfeld liegt rund 2,6 km südöstlich des Hauptortes Üttfeld auf einer Hochebene. Der Weiler ist hauptsächlich von landwirtschaftlichen Nutzflächen sowie Waldbestand im Nordwesten und Nordosten umgeben. Der westliche Teil von Bahnhof Üttfeld ist mittlerweile mit dem nahegelegenen Weiler Hölzenkopp zusammengewachsen. Nördlich der Ansiedlung fließt ein Ausläufer des Mannerbaches.

## Geschichte
Der Weiler ist rund um den ehemaligen Bahnhof Üttfelds aus dem Jahre 1909 entstanden. Nachdem der Ort 1907 an das Schienennetz der Westeifelbahn (über die Enztalbahn) angeschlossen wurde, siedelten sich einige Betriebe entlang des Bahnhofes an. Heute handelt es sich um einen hauptsächlich industriell geprägten Weiler mit einigen wenigen privaten Anwesen.

## Kultur und Sehenswürdigkeiten

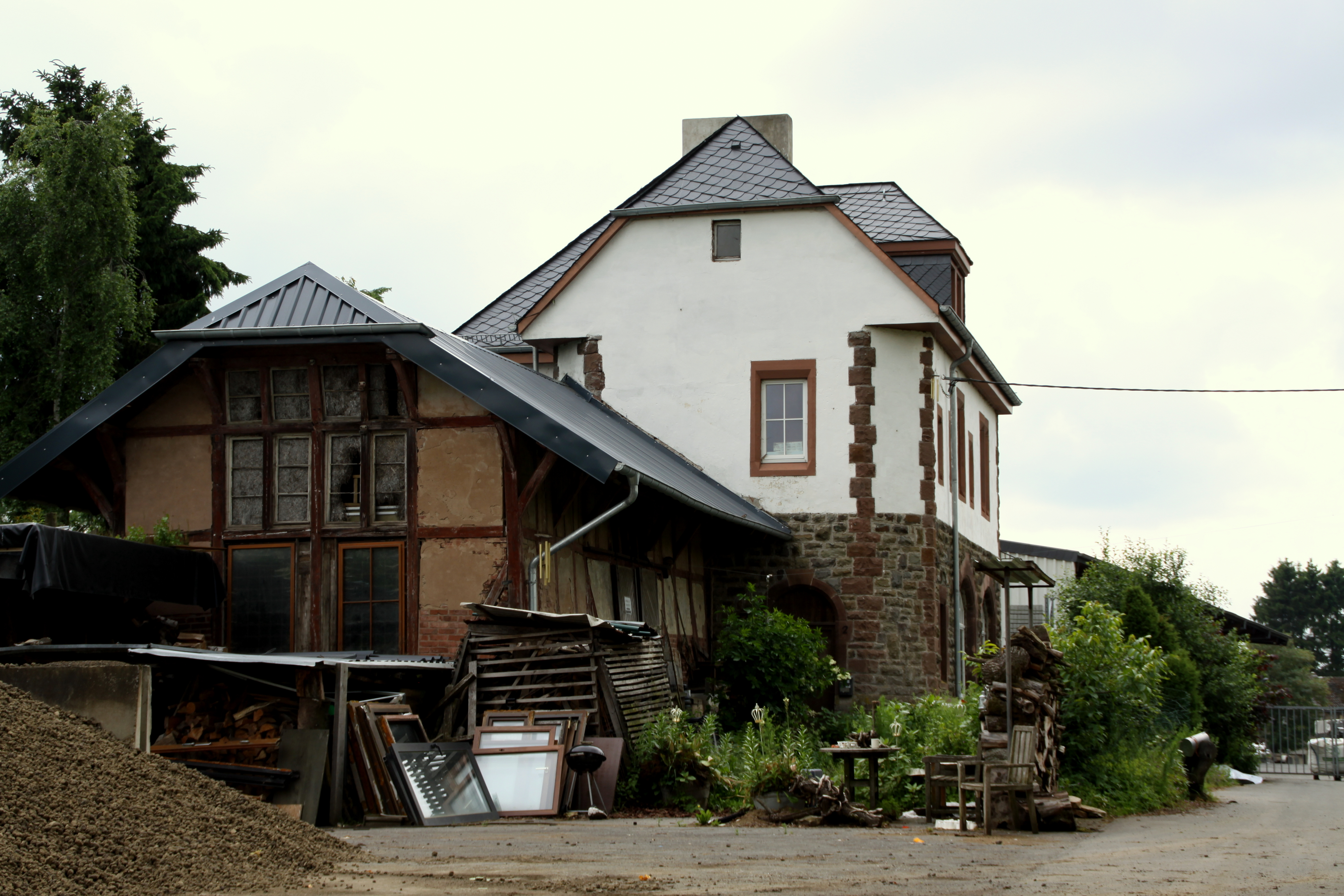
Ehemaliges Bahnhofsgebäude, Seitenansicht im Jahr 2013

### Bauwerke
Erhalten geblieben ist bis heute das ehemalige Gebäude des Bahnhofes.
Nördlich von Bahnhof Üttfeld befinden sich mehrere Bunkeranlagen unterschiedlichen Typs des ehemaligen Westwalls.

### Naherholung
Die Ortsgemeinde Üttfeld ist für ihre Lage inmitten der naturbelassenen Landschaft sowie für die aufgelockerte Siedlungsform bekannt. Es gibt Möglichkeiten zum Wandern im Hauptort sowie einige Angebote für Urlauber. Nennenswert ist auch die ehemalige Bahnstrecke der Westeifelbahn, die heute teilweise als Fahrradweg dient. Sie verläuft durch den Weiler Bahnhof Üttfeld.

## Wirtschaft und Infrastruktur

### Unternehmen
Auf dem ehemaligen Bahnhofsgelände befindet sich heute ein Raiffeisen-Warenzentrum. Im Weiler ist zudem das Unternehmen Zahnen-Technik ansässig.

### Verkehr
Es existiert eine regelmäßige Busverbindung.
Bahnhof Üttfeld lag an der stillgelegten Eisenbahnstrecke Pronsfeld–Neuerburg. Hier befindet sich nunmehr ein Bahntrassenradweg; hinzu kommen mehrere Gemeindestraßen. Westlich verläuft die Landesstraße 9 von Niederüttfeld nach Lichtenborn, östlich die Kreisstraße 145 von Binscheid in Richtung Stalbach.